# Aeroblus
Aeroblus foi um power-trio de hard rock e blues, formado em 1977 pelos músicos argentinos Pappo (guitarra e vocais), Alejandro Medina (baixo e vocais), e pelo baterista brasileiro Rolando Castello Júnior.
Considerado o maior power trio sul-americano, a banda é até hoje reverenciada e homenageada por todos os roqueiros argentinos. O grupo surgiu quando Pappo e Medina, que estavam morando em um sítio na cidade de Campo Limpo Paulista, convidaram Rolando Castello Júnior para fazer um som.
A química foi tão forte que os três resolveram levar o projeto adiante, mudando-se para Buenos Aires, onde gravaram o seu primeiro e único álbum. O único disco lançado pela banda (Aeroblus - 1977), foi um marco do rock dos anos 70, abrindo caminho para uma série de bandas pesadas do rock latino-americano. Deste álbum, a música "Vamos a Buscar La Luz”, foi eleita pela revista Roadie Crew, em 2011, como um dos 200 Verdadeiros Hinos do Heavy Metal e Classic Rock.
Dentro da obra de Pappo, o Aeroblus é extremamente importante, pois marca a transição entre o hard e o blues rock do Pappo´s Blues e o heavy metal do Riff, grupo que o músico formaria em seguida, já nos anos oitenta.
No dia 28 de maio de 2010, a banda se reuniu para um concerto-tributo, realizado no 'El Teatro' de Flores. Nesta data Alejandro Medina juntou-se ao guitarrista Chizzo (que substituiu o falecido Pappo) e Rolando Castello Júnior, que veio do Brasil especialmente para tocar neste evento.

## Membros
- Pappo: vocais e guitarra
- Alejandro Medina: baixo e back-vocal
- Rolando Castello Júnior: bateria e percussão

## Discografia
- 1977 - Aeroblus (Phillips))
- 1993 - Aeroblus (Re-edição do álbum, pelo selo Phillips)
- 1997 - Libre Acceso - Aeroblus (Re-edição do álbum, pelo selo Polydor)
- 2006 - Aeroblus [Digipack] (Re-edição do álbum, pelo selo Universal)